# Laelogamasus simplex
Laelogamasus simplex är en spindeldjursart som först beskrevs av Berlese 1905.  Laelogamasus simplex ingår i släktet Laelogamasus och familjen Ologamasidae. Inga underarter finns listade i Catalogue of Life.